# Avalon (album Roxy Music)
| Recensione              | Giudizio        |
| ----------------------- | --------------- |
| AllMusic                | [ 1 ]           |
| Robert Christgau        | A-              |
| Rolling Stone           | [ 7 ]           |
| Sputnikmusic            | 4.0 (Excellent) |
| Piero Scaruffi          | [ 9 ]           |
| Ondarock                | Pietra miliare  |
| Dizionario del Pop-Rock | [ 11 ]          |
| 24.000 dischi           | [ 12 ]          |

Avalon è l'ottavo e ultimo album del gruppo rock britannico Roxy Music, pubblicato nel 1982.

## Il disco
Avalon prosegue con il sound raffinato del precedente Flesh + Blood. Bryan Ferry ha iniziato a lavorare all'album mentre si trovava a Crumlin Lodge sulla costa ovest dell'Irlanda, con la sua ragazza Lucy Helmore, che ha poi sposato nel 1983. Il lago che figura nella copertina è quello che si vedeva dal loro alloggio. La copertina, anche se in modo meno evidente dei precedenti, prosegue la tradizione degli album dei Roxy Music di mostrare immagini di donne. Infatti anche in questo caso la figura che appare di spalle con un elmo medievale e un falco appollaiato sul guanto è la ragazza di Brian, ad evocare l'ultimo viaggio di Re Artù verso la misteriosa terra di Avalon.
Sono stati estratti tre singoli dall'album, More than This che ne ha preceduto l'uscita, l'omonimo Avalon e Take a Chance With Me, ad oggi l'ultimo singolo della band.
L'album si è classificato al 1º posto nella The Official Charts Company nel Regno Unito nel 1982, rimanendovi per oltre un anno, e al 53º posto nella classifica Billboard 200 negli Stati Uniti.

## Tracce

### LP
Testi e musiche di Bryan Ferry, eccetto dove indicato.
Lato A
1. More than This – 4:31
2. The Space Between – 4:28
3. Avalon – 4:15
4. India (strumentale) – 1:45
5. While My Heart Is Still Beating – 3:25 (B. Ferry, A. Mackay)

Lato B
1. The Main Thing – 3:47
2. Take a Chance with Me – 4:43 (B. Ferry, P. Manzanera)
3. To Turn You On – 4:10
4. True to Life – 4:20
5. Tara (strumentale) – 1:32 (B. Ferry, A. Mackay)

### CD
Edizione SACD del 2003, pubblicato dalla Virgin Records
1. More than This – 4:30
2. The Space Between – 4:29
3. Avalon – 4:16
4. India (strumentale) – 1:45
5. While My Heart Is Still Beating – 3:26 (A. Mackay, B. Ferry)
6. The Main Thing – 3:53
7. Take a Chance with Me – 4:42 (B. Ferry, P. Manzanera)
8. To Turn You On – 4:17
9. True to Life – 4:25
10. Tara (strumentale) – 1:35 (A. Mackay, B. Ferry)
11. Always Unknowing (Traccia bonus) – 5:21

## Formazione
Hanno partecipato alle registrazione, secondo le note dell'album:
Roxy Music
- Bryan Ferry – voce, tastiere
- Andy Mackay – sassofono
- Phil Manzanera – chitarra

Altri musicisti
- Neil Hubbard – chitarra
- Alan Spenner – basso
- Neil Jason – basso
- Paul Carrack – piano
- Andy Newmark – batteria
- Rick Marotta – batteria
- Jimmy Maelen – percussioni
- Fonzi Thornton – cori
- Yanick Etienne – cori
- Kermit Moore – violoncello

Tecnici
- Rhett Davies – produzione, ingegneria del suono
- Roxy Music – produzione
- Bob Clearmountain – ingegnere del suono, missaggio
- Peter Revill – assistente alla produzione
- Ian Little – assistente alla produzione
- Benjamin Arbiter – assistente alla produzione
- Barry Bongiovi – assistente alla produzione
- Colin Good – assistente produzione
- Robert C. Ludwig – mastering
- Michael Boddy – archivio nastri

## Classifiche
Album
| Anno | Classifica                | Posizione raggiunta |
| ---- | ------------------------- | ------------------- |
| 1982 | Official Albums Chart     | 1                   |
| 1982 | Billboard Canadian Albums | 1                   |
| 1982 | Dutch Charts              | 1                   |
| 1982 | Norwegian Albums Chart    | 1                   |
| 1982 | NZ Music Charts           | 1                   |
| 1982 | German Album Chart        | 4                   |
| 1982 | French Album Charts       | 4                   |
| 1982 | Austrian Album Chart      | 5                   |
| 1982 | Hit Parade Italia         | 14                  |
| 1982 | Billboard 200             | 53                  |

Singoli
| Anno | Titolo del brano      | Classifica             | Posizione raggiunta |
| ---- | --------------------- | ---------------------- | ------------------- |
| 1982 | More than This        | Official Singles Chart | 6                   |
| 1982 | Avalon                | Official Singles Chart | 13                  |
| 1982 | Take a Chance with Me | Official Singles Chart | 26                  |
| 1982 | More than This        | Mainstream Rock Songs  | 58                  |
| 1982 | Avalon                | Mainstream Rock Songs  | 59                  |